# Giampaolo Caruso
Giampaolo Caruso (Avola, Italia, 15 de agosto de 1980) es un ciclista italiano.
Debutó como profesional en 2002 con el equipo ONCE-Eroski.
El 18 de agosto de 2015, la UCI anunció que Giampaolo dio positivo por EPO en un control fuera de competición realizado el 27 de marzo de 2012. Este análisis se efectuó sobre una muestra recogida en esa fecha y analizada con las técnicas actuales de detección de sustancias dopantes.

## Palmarés
2000
- Giro del Belvedere

2001
- Grand Prix Bradlo

2003
- 1 etapa del Tour Down Under

2009
- Brixia Tour, más 2 etapas

2014
- Milán-Turín

## Resultados en Grandes Vueltas y Campeonatos del Mundo
| Carrera         | Carrera         | 2002 | 2003 | 2004 | 2005 | 2006 | 2007 | 2008 | 2009 | 2010 | 2011 | 2012 | 2013 | 2014 | 2015 |
| --------------- | --------------- | ---- | ---- | ---- | ---- | ---- | ---- | ---- | ---- | ---- | ---- | ---- | ---- | ---- | ---- |
|                 | Giro de Italia  | —    | —    | —    | 19.º | 12.º | —    | —    | —    | 46.º | 42.º | —    | 41.º | Ab.  | —    |
|                 | Tour de Francia | —    | —    | —    | —    | —    | —    | —    | —    | —    | —    | 37.º | —    | —    | 90.º |
|                 | Vuelta a España | —    | —    | 72.º | 60.º | —    | —    | —    | —    | 36.º | —    | —    | 49.º | 15.º | —    |
| Mundial en Ruta | Mundial en Ruta | —    | —    | —    | —    | —    | —    | —    | —    | —    | —    | —    | —    | 41.º | —    |

—: no participa
Ab.: abandono

## Equipos
- ONCE/Liberty Seguros/Würth Team/Astana (2002-2006)
  - ONCE-Eroski (2002-2003)
  - Liberty Seguros (2004)
  - Liberty Seguros-Würth Team (2005-2006) (hasta mayo)
  - Würth Team (2006) (hasta junio)
  - Astana-Würth Team (2006) (hasta julio)
  - Astana (2006)
- Lampre-Fondital (2007)
- Ceramica Flaminia-Bossini Docce (2008-2010)[2]
- Katusha (2010[3] -2015)
  - Team Katusha (2010)
  - Katusha Team (2011-2013)
  - Team Katusha (2014-2015)